# Silver Spoon
Silver Spoon (銀の匙 Gin no Saji?) es un manga japonés escrito e ilustrado por Hiromu Arakawa, conocida por su trabajo anterior, Fullmetal Alchemist. Trata sobre la vida cotidiana de Yugo Hachiken, un estudiante de la ficticia Escuela de Capacitación Agraria de Yezo (大蝦夷農業高等学校 Yezo Nōgyō Kōtō Gakkō?) en Sapporo, Hokkaido. A diferencia de sus compañeros de clase, Yugo no tiene intención de seguir una carrera agrícola después de graduarse, sino que decidió estudiar allí para huir de las exigencias de su estricto padre y por la noción equivocada de que podría ser el mejor estudiante de la clase. Sin embargo, pronto se da cuenta de que la vida en una escuela agrícola no será tan fácil como creía.
Influenciado por la propia crianza de Arakawa en una granja lechera en Hokkaido, el manga fue lanzado en el número 19 de la revista Weekly Shōnen Sunday publicada por Shōgakukan el 6 de abril de 2011, apareciendo en la portada, y no pasó mucho tiempo hasta que se convirtió en uno de los mangas principales de la revista.
Una adaptación al anime producida por A-1 Pictures estrenada el 11 de julio de 2013, mientras que la segunda fracción del anime salió al aire en enero de 2014.

## Personajes
Yugo Hachiken (八軒 勇吾, Hachiken Yūgo?)
Seiyū: Ryohei Kimura
El protagonista principal, un chico que a diferencia de sus compañeros proviene de una gran ciudad (Sapporo) y una escuela de prestigio. Después de no pasar los exámenes de ingreso a la escuela de su elección, Yugo decide inscribirse en Oezo, bajo la creencia de que sería una formación académica fácil que le dejaría más tiempo para prepararse para los exámenes de la universidad, pero el trabajo duro necesario durante los cursos de agricultura han demostrado que sus suposiciones eran equivocadas. Debido a la estricta educación de su padre, de alguna manera él no puede negarse cuando alguien necesita su ayuda. A pesar de quejarse demasiado cuando cree que las personas están abusando de su generosidad, Hachiken gana rápidamente la amistad y el respeto de sus compañeros. Se inscribió en el club de equitación, por recomendación de Aki, y fue nombrado vicepresidente por su fiabilidad. Yugo generalmente se preocupa por su futuro, ya que a diferencia de sus colegas que han definido sus metas en la vida, éste todavía se está preguntando acerca de la carrera que elegirá.
Aki Mikage (御影 アキ, Mikage Ak?)
Seiyū: Marie Miyake
Una chica de la academia Oezo de la cual Yugo está enamorado. Ella es parte del club de ecuestre. Su familia posee una granja de vacas y caballos, también especializado en la crianza de caballos de carrera. Ella está estudiando para un día heredar su negocio. Aki siempre tiene una actitud alegre y positiva, pero cambia su estado de ánimo cuando tiene la impresión de que Yugo está interesado en alguna otra chica.
Ichiro Komaba (駒場 一郎, Komaba Ichirō?)
Seiyū: Tooru Sakurai
Uno de los amigos cercanos a Yugo en la academia Oezo y un jugador de béisbol experto que sueña con convertirse en uno profesional, y hacer con el dinero ganado en las ligas una fuente para ayudar a mejorar la granja de lácteos de su familia. Él es un amigo de la infancia y vecino de la finca de Aki, y esa proximidad es una fuente constante de celo por parte de Yugo.
Shinnosuke Aikawa (相川 進之介, Aikawa Shinnosuke?)
Seiyū: Nobunaga Shimazaki
Otro amigo cercano a Yugo, que pretende convertirse en un veterinario, aunque por lo general se desmaya al ver sangre.
Tamako Inada (稲田 多摩子, Inada Tamako?)
Seiyū: Ayahi Takagaki
Una rica compañera de Yugo cuya familia tiene una enorme granja industrial. Es una chica con sobrepeso, pero bajo el exceso de grasa se esconde una figura muy bonita y que se revela en ocasiones cuando ella trabaja muy duro y pone a sí misma una dieta rápida. Sin embargo, ella se siente muy débil cuando es más delgada, por lo que no le tomó mucho tiempo recuperar todo el peso que había perdido anteriormente.
Keiji Tokiwa (常盤 恵次, Tokiwa Keij?)
Seiyū: Masayuki Shoji
Un amigo cercano a Yugo que tiene un talento para ponerse en problemas, tanto porque es un mal estudiante y por su hábito de saltar demasiado rápido a conclusiones erróneas, para disgusto de sus amigos. Su familia posee una granja de pollos

## Contenido de la Obra

### Manga
Silver Spoon se publicó en el número 19 de la revista semanal Weekly Shōnen Sunday, por la editorial Shogakukan, el 6 de abril de 2011, El manga está licenciado en inglés en Singapur por Shogakukan Asia y en Norteamérica por Yen Press. En español fue traducido por la editorial Norma y por Panini. La obra de Arakawa ha entrado en pausa varias veces, hasta el momento la editorial no ha anunciado cuando volverá a retomar la serie.  
Mangas editados en Japón
| Título                    | ISBN                   | Fecha de publicación    |
| ------------------------- | ---------------------- | ----------------------- |
| Silver Spoon - Volumen 1  | ISBN 978-4-09-123180-2 | 15 de julio de 2011     |
| Silver Spoon - Volumen 2  | ISBN 978-4-09-123427-8 | 14 de diciembre de 2011 |
| Silver Spoon - Volumen 3  | ISBN 978-4-09-123653-1 | 18 de abril de 2012     |
| Silver Spoon - Volumen 4  | ISBN 978-4-09-123772-9 | 18 de julio de 2012     |
| Silver Spoon - Volumen 5  | ISBN 978-4-09-123886-3 | 18 de octubre de 2012   |
| Silver Spoon - Volumen 6  | ISBN 978-4-09-124169-6 | 18 de enero de 2013     |
| Silver Spoon - Volumen 7  | ISBN 978-4-09-124285-3 | 18 de abril de 2013     |
| Silver Spoon - Volumen 8  | ISBN 978-4-09-124346-1 | 11 de julio de 2013     |
| Silver Spoon - Volumen 9  | ISBN 978-4-09-124474-1 | 18 de octubre de 2013   |
| Silver Spoon - Volumen 10 | ISBN 978-4-09-159177-7 | 8 de enero de 2014      |
| Silver Spoon - Volumen 11 | ISBN 978-4-09-124574-8 | 5 de marzo de 2014      |
| Silver Spoon - Volumen 12 | ISBN 978-4-09-125088-9 | 18 de agosto de 2014    |
| Silver spoon - Volumen 13 | ISBN 978-4-09-126059-8 | 18 de junio de 2015     |
| Silver Spoon - Volumen 14 | ISBN 978-4-09-127720-6 | 18 de agosto de 2017    |

### Anime
Una serie de anime producida por A-1 Pictures comenzó a transmitirse el 11 de julio de 2013. Tomohiko Itō está dirigiendo la serie junto con el asistente de dirección Kotomi Deai. Taku Kishimoto está escribiendo los guiones, mientras que Jun Nakai se desempeña como diseñador de personajes y director en jefe de animación, mientras que Shusei Murai se encarga de la música. La serie tendrá dos temporadas cuya segunda se estrenó el 9 de enero de 2014. Durante la primera temporada, el tema de apertura es "Kiss you" por Miwa, mientras que el tema de cierre es "Hello Especially" por Sukima Switch. Para la segunda temporada, el tema de apertura es "Life" por Fujifabric y el de cierre es "Oto no Naru Hō e" por Goose House. El anime ha sido licenciado por Aniplex USA para la transmisión en Norteamérica.

### Película de acción real
Tras el estreno de la serie de anime, la evidencia apunta a una película de acción real basada en el manga que surgió cuando el estudio japonés Tōhō registró el sitio web "Ginsaji-movie.com". Turismo Obihiro y Convention Bureau publicó un casting para extras en un proyecto cinematográfico. De acuerdo con el casting, la película se estaría rodando para verano de 2013 en el área Tokachi de Hokkaido (donde se encuentra la historia del manga) y en los alrededores de la ciudad de Obihiro. Al igual que el manga, la película será un "retrato de los adolescentes establecidos en una escuela agrícola.".
La película fue anunciada oficialmente en los periódicos Nikkan Sports y Sports Nippon el 7 de agosto de 2013. Entre los miembros confirmados del elenco se incluyen a Nakajima Kento como Yugo Hachiken, Alice Hirose como Aki Mikage y Tomohiro Ichikawa como Ichiro Komaba. Keisuke Yoshida está dirigiendo la película con las empresas de producción TBS, Wilco y la distribuidora Tōhō.

## Recepción

### Ventas
Desde su primer volumen, Silver Spoon había sido bien recibido por los lectores. Se convirtió en el título más rápido de la editorial Shogakukan en alcanzar la marca del millón de copias de primera impresión al año y tres meses después de su lanzamiento. Según Oricon, también fue el séptimo manga más vendido en Japón para el 2012, y el título de mayores ventas de la Shogakukan, así como el título más vendido del 2012 sin adaptación al anime.

### Premios
En el 2012, Silver Spoon ganó el premio Manga Taishō en su quinta edición y el premio Shōgakukan en su quincuagésima octava edición en la categoría shōnen.